# Pinball Fantasies
Pinball Fantasies er et pinballspil til Amiga, udviklet af Digital Illusions CE i slutningen af 1992, som en efterfølger til Pinball Dreams. En yderligere efterfølger blev udgivet i 1995 under navnet Pinball Illusions.